# Casas Adobes (Nuevo México)
Casas Adobes es un lugar designado por el censo ubicado en el condado de Grant en el estado estadounidense de Nuevo México. En el Censo de 2020 tenía una población de 279 habitantes y una densidad poblacional de 116,25 habitantes por km². Fue incluido como CDP en el censo de 2020.

## Geografía
Casas Adobes se encuentra ubicado en las coordenadas 32°48′34″N 107°56′21″O / 32.80944, -107.93917. Según la Oficina del Censo de los Estados Unidos,  tiene una superficie total de 2,40 km², de la cual 2,40 km² corresponden a tierra firme y 0,01 km² a agua.